# 이종혁 (1956년)
이종혁(1956년 8월 2일 ~ )은 대한민국의 정치인으로, 제18대 국회의원이다.

## 전과
- 도로교통법위반: 벌금 100만원 - 1992년 10월 31일 선고[1]
- 도로교통법위반(음주운전): 벌금 100만원 - 2003년 9월 2일 선고[1]

## 역대 선거 결과
|  | 8.20% |

|  | 53.92% |

|  | 1.56% |

|  | 2.14% |